# Луїсвілл (Кентуккі)
Луїсвілл (англ. Louisville) — найбільше місто (англ. city) американського штату Кентуккі та адміністративний центр округу Джефферсон. З 2003 року уряд міста було об'єднано з урядом округу. Населення міста 597 337 осіб (2010), населення агломерації (Louisville metropolitan area) — 1,24 млн. Історично у 19 столітті місто було важливим портом, а в наш час відоме популярними скачками Кентуккського Дербі.
Місто розміщене на березі річки Огайо в північно-центральній частині штату біля заповідника Водоспади Огайо. Агломерація міста включає й території південної Індіани, межа якої проходить по річці Огайо, через що її називають «Кентукіаною» (Kentuckiana). Культура міста є сумішшю Південної та Середньозахідної культур США, його часто називають як «найпівнічнішим містом Півдня», так і «найпівденнішим містом Півночі».
Має прізвиська: Derby City (місто Дербі), River City (річкове місто), Gateway to the South (брама Півдня), Falls City (місто водоспадів), The 'Ville (місто).

## Географія
Луїсвілл розташований за координатами 38°10′41″ пн. ш. 85°40′0″ зх. д. / 38.17806° пн. ш. 85.66667° зх. д. (38.178077, -85.666708).  За даними Бюро перепису населення США в 2010 році місто мало площу 886,33 км², з яких 842,39 км² — суходіл та 43,94 км² — водойми. В 2017 році площа становила 713,73 км², з яких 682,96 км² — суходіл та 30,77 км² — водойми.

## Демографія
Згідно з переписом 2010 року, у селищі мешкало 597 337 осіб у 246 438 домогосподарствах у складі 150 647 родин. Густота населення становила 674 особи/км².  Було 270928 помешкань (306/км²).
Расовий склад населення:
| - 70,6 % — білих - 22,9 % — чорних або афроамериканців - 2,2 % — азіатів - 0,3 % — корінних американців - 0,1 % — вихідців з тихоокеанських островів - 1,8 % — осіб інших рас |

До двох чи більше рас належало 2,3 %. Частка іспаномовних становила 4,5 % від усіх жителів.
За віковим діапазоном населення розподілялося таким чином: 23,6 % — особи молодші 18 років, 63,8 % — особи у віці 18—64 років, 12,6 % — особи у віці 65 років та старші. Медіана віку мешканця становила 37,1 року. На 100 осіб жіночої статі у селищі припадало 93,9 чоловіків;  на 100 жінок у віці від 18 років та старших — 90,9 чоловіків також старших 18 років.
Середній дохід на одне домашнє господарство  становив 64 713 долари США (медіана — 45 762), а середній дохід на одну сім'ю — 79 266 доларів (медіана — 59 658). Медіана доходів становила 44 577 доларів для чоловіків та 36 711 долар для жінок. За межею бідності перебувало 18,1 % осіб, у тому числі 26,5 % дітей у віці до 18 років та 10,4 % осіб у віці 65 років та старших.
Цивільне працевлаштоване населення становило 285 463 особи. Основні галузі зайнятості: освіта, охорона здоров'я та соціальна допомога — 24,5 %, виробництво — 11,8 %, роздрібна торгівля — 10,3 %, мистецтво, розваги та відпочинок — 9,9 %.

## Відомі особистості
Народились:
- Мадам Сул-Те-Ван (1873—1959) — американська акторка театру і кіно
- Тод Броунінг (1880—1962) — американський кінорежисер, актор і сценарист
- Гобарт Генлі (1887—1964) — американський актор, режисер, сценарист і кінопродюсер
- Сесіль Арнольд (1891—1931) — американська акторка епохи німого кіно
- Гант Стромберг (1894—1968) — американський кінорежисер
- Айрін Данн (1898—1990) — американська акторка
- Еллен Черчіл Семпл (* 1932) — американський географ
- Нед Бітті (* 1937) — американський актор
- Шон Янґ (* 1959) — американська акторка, кінорежисерка та модель.

## У популярній культурі
Події відеогри в жанрі виживання Project Zomboid розгортаються у 1990-х роках в агломерації Луїсвілла, де є Луїсвілл, та навколишні містечка Вест-Пойнт і Малдра, а також кілька вигаданих населених пунктів. Луїсвілл також є місцем дії фільму жахів про зомбі «Повернення живих мерців» 1985 року.